# Lake Ivanhoe
Lake Ivanhoe – jednostka osadnicza w Stanach Zjednoczonych, w stanie Wisconsin, w hrabstwie Walworth.